# Jhon Cifuente
Jhon Jairo Cifuente Vergara, mais conhecido como Jhon Cifuente, (Esmeraldas, 23 de julho de 1992) é um futebolista equatoriano que atua como atacante. Atualmente, joga pelo El Nacional.

## Carreira

### Juventud Minera
Estreou profissionalmente em 2011, vestindo a camisa do Juventud Minera, em partida válida pela terceira divisão do Campeonato Equatoriano. Durante os quatro anos pelo clube, Jhon Jairo marcou, impressionantes, 77 gols em 57 partidas.

### Macará
Após se destacar na terceira divisão, Cifuente acabou sendo contratado pelo Macará, da segunda divisão.

### Universidad Católica
Em 2016, enfim, Cifuente acertou com um clube da primeira divisão do Equador, a Universidad Católica. Em meados de 2018, teve seu nome ligado ao Santos.

### Pyramids
Em 20 de dezembro de 2018, o Pyramids, do Egito, pagou 4 milhões de dólares por Cifuente.

## Seleção Equatoriana
Foi convocado pelo primeira vez para a Seleção Equatoriana em 2017. Logo em sua estreia, contra o El Salvador, Cifuente marcou o primeiro gol.

## Estatísticas
Até 27 de outubro de 2018.

### Clubes
| Clube                | Temporada         | Campeonato nacional | Campeonato nacional | Campeonato nacional | Copa nacional[a] | Copa nacional[a] | Copa nacional[a] | Competições continentais[b] | Competições continentais[b] | Competições continentais[b] | Outros torneios[c] | Outros torneios[c] | Outros torneios[c] | Total | Total | Total   |
| Clube                | Temporada         | Jogos               | Gols                | Assist.             | Jogos            | Gols             | Assist.          | Jogos                       | Gols                        | Assist.                     | Jogos              | Gols               | Assist.            | Jogos | Gols  | Assist. |
| -------------------- | ----------------- | ------------------- | ------------------- | ------------------- | ---------------- | ---------------- | ---------------- | --------------------------- | --------------------------- | --------------------------- | ------------------ | ------------------ | ------------------ | ----- | ----- | ------- |
| Juventud Minera      | 2011              | 16                  | 10                  | 0                   | —                | —                | —                | —                           | —                           | —                           | —                  | —                  | —                  | 16    | 10    | 0       |
| Juventud Minera      | 2012              | 5                   | 2                   | 0                   | —                | —                | —                | —                           | —                           | —                           | 5                  | 7                  | 0                  | 10    | 9     | 0       |
| Juventud Minera      | 2013              | 5                   | 2                   | 0                   | —                | —                | —                | —                           | —                           | —                           | 3                  | 8                  | 0                  | 8     | 10    | 0       |
| Juventud Minera      | 2014              | 17                  | 28                  | 0                   | —                | —                | —                | —                           | —                           | —                           | 6                  | 20                 | 0                  | 23    | 48    | 0       |
| Juventud Minera      | Total             | 43                  | 42                  | 0                   | 0                | 0                | 0                | 0                           | 0                           | 0                           | 14                 | 35                 | 0                  | 57    | 77    | 0       |
| Macará               | 2015              | 34                  | 11                  | 0                   | —                | —                | —                | —                           | —                           | —                           | —                  | —                  | —                  | 46    | 11    | 0       |
| Macará               | 2016              | 20                  | 14                  | 0                   | —                | —                | —                | —                           | —                           | —                           | —                  | —                  | —                  | 20    | 14    | 0       |
| Macará               | Total             | 54                  | 25                  | 0                   | 0                | 0                | 0                | 0                           | 0                           | 0                           | 0                  | 0                  | 0                  | 54    | 25    | 0       |
| Universidad Católica | 2016              | 15                  | 8                   | 2                   | —                | —                | —                | 1                           | 0                           | 0                           | —                  | —                  | —                  | 16    | 8     | 2       |
| Universidad Católica | 2017              | 36                  | 15                  | 4                   | —                | —                | —                | 4                           | 5                           | 0                           | —                  | —                  | —                  | 40    | 20    | 4       |
| Universidad Católica | 2018              | 37                  | 34                  | 3                   | —                | —                | —                | —                           | —                           | —                           | —                  | —                  | —                  | 37    | 34    | 3       |
| Universidad Católica | Total             | 88                  | 57                  | 9                   | 0                | 0                | 0                | 5                           | 5                           | 0                           | 0                  | 0                  | 0                  | 93    | 62    | 9       |
| Total na carreira    | Total na carreira | 185                 | 124                 | 9                   | 0                | 0                | 0                | 5                           | 5                           | 0                           | 14                 | 35                 | 0                  | 204   | 164   | 9       |

- a. ^ Jogos da Copa do Equador
- b. ^ Jogos da Copa Sul-Americana
- c. ^ Jogos d0 Amistoso

### Seleção Equatoriana
Abaixo estão listados todos jogos, gols e assistências do futebolista pela Seleção Equatoriana. Abaixo da tabela, clique em expandir para ver a lista detalhada dos jogos de acordo com a categoria selecionada.
Seleção principal
| Ano   |       |      |         |       |
| Ano   | Jogos | Gols | Assist. | Média |
| ----- | ----- | ---- | ------- | ----- |
| 2017  | 2     | 1    | 0       | 0     |
| Total | 2     | 1    | 0       | 0     |

|    | Data                | Local                                       | Resultado | Adversário  | Gols | Assist. | Competição |
| -- | ------------------- | ------------------------------------------- | --------- | ----------- | ---- | ------- | ---------- |
| 1. | 8 de junho de 2017  | FAU Stadium, Florida, Estados Unidos        | 1–1       | Venezuela   | 0    | 0       | Amistoso   |
| 2. | 13 de junho de 2017 | Red Bull Arena, Nova Jérsei, Estados Unidos | 3–0       | El Salvador | 0    | 0       | Amistoso   |

## Títulos
Macará
- Campeonato Equatoriano - Série B: 2016

### Prêmios Individuais
- Artilheiro do Campeonato Equatoriano - Série C: 2014
- Artilheiro da Copa Sul-Americana: 2017